# Abdelkrim Baadi
Abdelkarim Baadi (en arabe : عبد الكريم باعدي), né le 14 avril 1996 à Tinghir au Maroc, est un footballeur international marocain évoluant au poste de latéral gauche au Raja CA.

## Biographie

### En club
Né le 14 mars 1996 à Tilmi, commune rurale de la province de Tinghir, le latéral Abdelkarim Baadi a fait ses débuts professionnels lors de la saison 2014-2015 où il entre en jeu dans un match de championnat face aux FAR de Rabat. Lors de cette saison, il ne fait aucune autre entrée en jeu. Lors des deux saisons qui suivent (2015-2016 et 2016-2017), le joueur est à nouveau discret avec très peu de minutes dans son compteur et a du mal à gagner la confiance d'Abdelhadi Sektioui. En concurrence avec le joueur Amine Sadiki dans le poste d'arrière gauche, c'est dans la saison 2017-2018 que Abdelkrim Baadi fait ses preuves sous Miguel Angel Gamondi, nouvel entraîneur du club, et assure sa place de titulaire dans le côté latéral gauche du club marocain.
Lors de la saison 2018-2019, il atteint les quarts de finale dans la Coupe de la CAF après une défaite de 0-1 face au Zamalek SC. Après avoir été convoqué en équipe nationale par Hervé Renard, ce dévoile son envie de rejoindre un club européen en citant: « Atteindre l’équipe A du Hassania était un objectif, mais ce n’est pas une fin en soi. Je rêve de connaître une expérience en Europe. ».
Le 29 octobre 2020, il s'engage pour quatre saisons au RS Berkane pour un montant de deux millions de dirhams.
Le 20 mai 2022, il remporte la Coupe de la confédération après avoir remporté la finale sur une séance de tirs au but face à l'Orlando Pirates FC (match nul, 1-1). Le 28 juillet 2022, il bat le Wydad Casablanca sur séance de penaltys à l'occasion de la finale de la Coupe du Maroc (match nul, 0-0). Le 10 septembre 2022, il est titularisé sous son nouvel entraîneur Abdelhak Benchikha à l'occasion de la finale de la Supercoupe de la CAF face au Wydad Athletic Club. Le match se solde sur une victoire de 0-2 au Complexe sportif Moulay-Abdallah.

### Carrière internationale

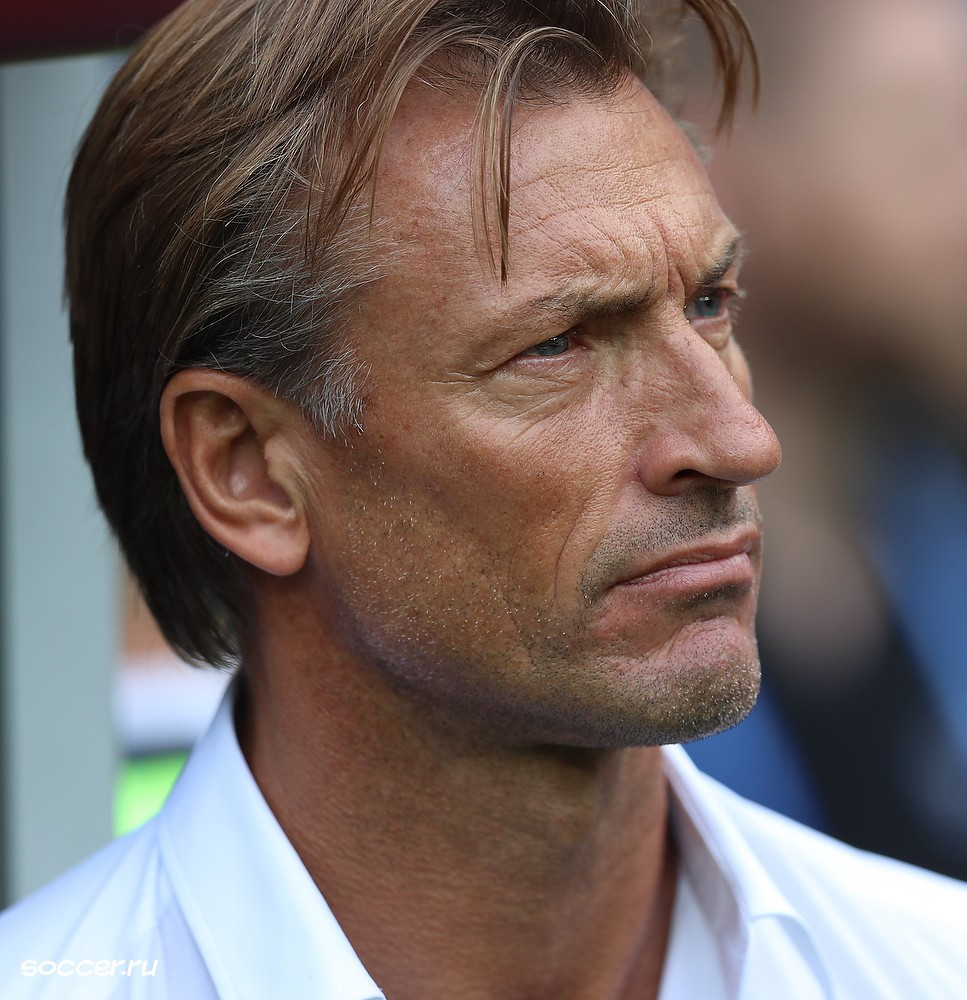
Hervé Renard, sélectionneur du Maroc, voit en Baadi la parfaite doublure d'Achraf Hakimi en sélection marocaine.

En mars 2019, il est appelé par Hervé Renard pour prendre part à aux matchs face au Malawi (23 mars) et l'Argentine (26 mars). Il commence sa carrière internationale en tant que titulaire face au Malawi dans un match à l'extérieur dans le Stade de Bingu. Auteur d'une bonne prestation, il prend également part au groupe lors du match amical face à l'Argentine se déroulant au Stade Ibn-Batouta à Tanger quelques jours plus tard. Cependant, il ne fait aucune entrée en jeu.
En mai 2019, il est sélectionné parmi les 27 joueurs pour prendre part à la CAN 2019 en Égypte. Au début de juin, il fait pas partie de la liste finale des 23 joueurs qui participeront à la CAN 2019. À la suite d'une blessure de Hamdallah à quelques jours de la compétition, le sélectionneur fait appel à Abdelkrim Baadi comme 23e joueur.

## Style de jeu
Pur gaucher, Abdelkrim Baadi commence sa carrière professionnelle sur l'aile gauche après avoir effectué sa formation au poste d’attaquant. Il débute finalement comme arrière latéral gauche en première division, lancé par Mustapha Madih. À ses débuts, il est un joueur très fougueux allant souvent au contact. Un changement s'opère lorsque Abdelhadi Sektioui, successeur de Madih, lui demande de reculer d'un cran. L'entraîneur lui propose alors d'évoluer arrière gauche avec une vocation offensive s'il souhaite avoir sa place parmi les titulaires. Éprouvant rapidement du plaisir à ce poste, il utilise ses qualités de contre-attaquant. Progressivement, il devient un arrière gauche offensif créant le surnombre, débordant, centrant et marquant parfois des buts. Il doit alors tenir deux rôles : apporter du renfort en attaque et protéger son camp. Au fil de sa carrière, Baadi s'étoffe physiquement, peaufine son agressivité, sa rigueur, son énergie, ainsi que sa discipline.
Abdelkrim Baadi possède la technique classique et traditionnelle d'un gaucher. Un avantage mais aussi un inconvénient, avec un pied gauche très fort mais un pied droit beaucoup moins performant. Ancien attaquant reconverti défenseur, le Agadirois d'adoption sait se montrer efficace en un-contre-un en phase offensive. Adepte du jeu court à l'aide des une-deux, il sait aussi être un très bon appui pour son milieu gaucher.

## Statistiques

### Statistiques détaillées
| Saison                | Club                  | Championnat           | Championnat | Championnat | Championnat | Coupe(s) nationale(s) | Coupe(s) nationale(s) | Coupe(s) nationale(s) | Compétition(s) continentale(s) | Compétition(s) continentale(s) | Compétition(s) continentale(s) | Compétition(s) continentale(s) | Autres compétitions | Autres compétitions | Autres compétitions | Autres compétitions | Maroc | Maroc | Maroc | Total | Total | Total |
| Saison                | Club                  | Division              | M.          | B.          | P.d.        | M.                    | B.                    | P.d.                  | Comp.                          | M.                             | B.                             | P.d.                           | Comp.               | M.                  | B.                  | P.d.                | M.    | B.    | P.d.  | M.    | B.    | P.d.  |
| 2014-2015             | Hassania d'Agadir     | Botola Pro            | 1           | 0           | 0           | -                     | -                     | -                     | -                              | -                              | -                              | -                              | -                   | -                   | -                   | -                   | -     | -     | -     | 1     | 0     | 0     |
| 2015-2016             | Hassania d'Agadir     | Botola Pro            | 0           | 0           | 0           | 3                     | 0                     | 0                     | -                              | -                              | -                              | -                              | -                   | -                   | -                   | -                   | -     | -     | -     | 3     | 0     | 0     |
| 2016-2017             | Hassania d'Agadir     | Botola Pro            | 2           | 1           | 0           | 2                     | 0                     | 0                     | -                              | -                              | -                              | -                              | -                   | -                   | -                   | -                   | -     | -     | -     | 4     | 1     | 0     |
| 2017-2018             | Hassania d'Agadir     | Botola Pro            | 11          | 1           | 0           | 2                     | 0                     | 0                     | -                              | -                              | -                              | -                              | -                   | -                   | -                   | -                   | -     | -     | -     | 13    | 1     | 0     |
| 2018-2019             | Hassania d'Agadir     | Botola Pro            | 25          | 0           | 1           | 2                     | 0                     | 0                     | C1                             | 8                              | 0                              | 1                              | -                   | -                   | -                   | -                   | 1     | 0     | 0     | 36    | 0     | 2     |
| 2019-2020             | Hassania d'Agadir     | Botola Pro            | 20          | 0           | 1           | 2                     | 0                     | 0                     | C1                             | 8                              | 0                              | 1                              | -                   | -                   | -                   | -                   | 1     | 0     | 0     | 31    | 0     | 2     |
| Total sur la carrière | Total sur la carrière | Total sur la carrière | 38          | 1           | 1           | 9                     | 0                     | 0                     | -                              | 8                              | 0                              | 1                              | -                   | -                   | -                   | -                   | 1     | 0     | 0     | 56    | 1     | 2     |

### En sélection
Le tableau suivant liste les rencontres de l'équipe du Maroc dans lesquelles Abdelkrim Baadi a été sélectionné depuis le 22 mars 2019 jusqu'à présent.

## Palmarès

### RS Berkane
RS Berkane
- Coupe de la confédération (1) :
  - Vainqueur : 2021-22
- Coupe du Maroc (1) :
  - Vainqueur : 2021 (2022) et 2022 (2023).
- Supercoupe de la CAF (1) :
  - Vainqueur : 2022

### En sélection
Maroc A'
- Championnat d'Afrique des nations (CHAN)
  - Vainqueur : 2020

Distinctions personnelles
- Homme du match contre le Rwanda au Championnat d'Afrique des nations 2020.